# Grindhouse
Pour l’article homonyme, voir Grindhouse (films).

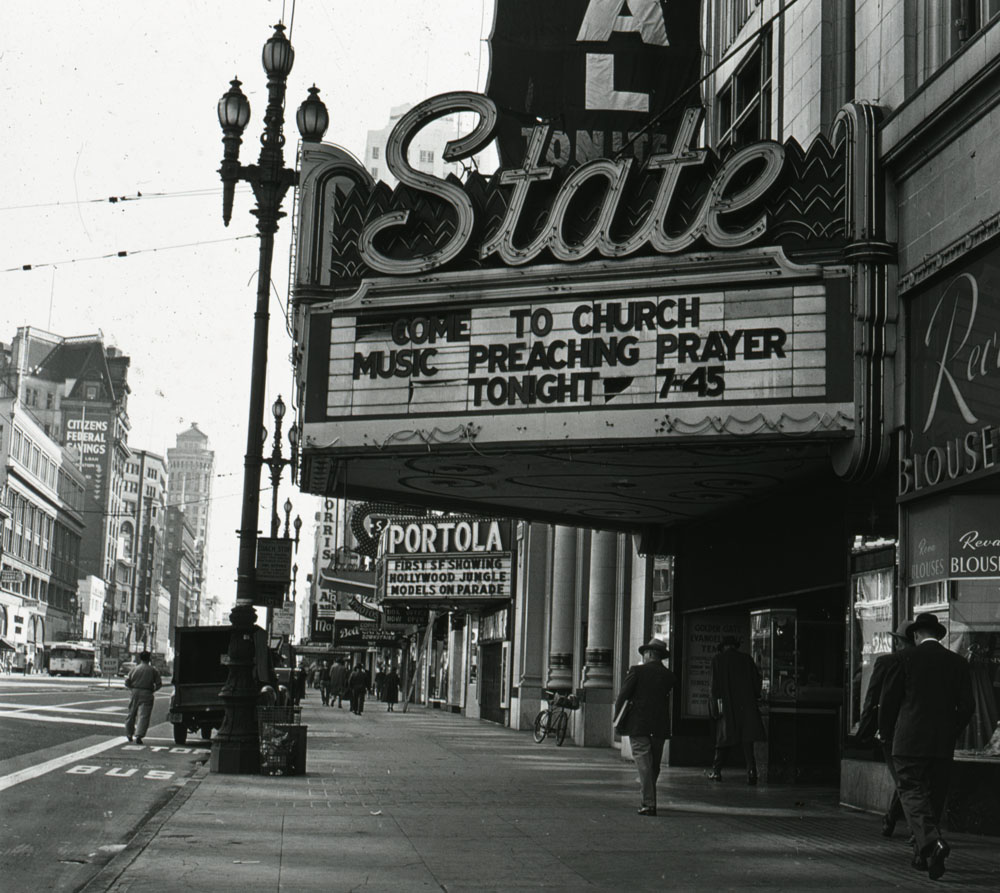

Un grindhouse (de l'anglais to grind, « moudre » et house, « maison ») désigne en anglais américain une salle de cinéma spécialisée dans les films d'exploitation. Le terme grindhouse film est utilisé pour désigner le genre de films projeté dans ces cinémas.

## Définition et historique
Les grindhouse étaient connus pour leur diffusion continuelle de films de série B souvent projetés en double programme (double feature) : deux films, et même souvent trois, étaient projetés l'un après l'autre. La plupart de ces films étaient produits pour les drive-in comme deuxième ou troisième programme mais la plupart des grandes zones urbaines n'ayant pas de drive-in, ces films étaient projetés dans d'anciens théâtres qui proposaient auparavant des spectacles burlesques comme le Bump and grind d'où le terme Grindhouse.
Au début des années 1960 et spécialement dans les années 1970, les sujets des films grindhouse étaient dominés par le sexe, la violence, le bizarre, le pervers et autres contenus tabous.
À la fin des années 1980, le marché de la vidéo rend les grindhouses obsolètes ; à la fin de la décennie, les grindhouses ont disparu de Broadway, Hollywood Boulevard, Times Square ou de Market Street. Au milieu des années 1990, ils ont complètement disparu des États-Unis.
Chez les cinéphiles cependant, un certain intérêt pour les films d'exploitation a survécu. En 2007 sort Grindhouse, un double programme constitué de Planète Terreur et de Boulevard de la mort, réalisés respectivement par Robert Rodriguez et Quentin Tarantino ; ces deux films contiennent des éléments caractéristiques des films grindhouse et sont liés par des bandes-annonces fictives appartenant également au genre (sexploitation, slasher, etc.).